# Jaklovecká dědičná štola
Jaklovecká dědičná štola byla důlním dílem, které bylo raženo ve vrchu Jaklovec v Slezské (Polské) Ostravě. Stala se základem mělkých a 
následně hlubinných dolů na Jaklovci. V roce 1863 byla jednou ze čtyř dědičných štol v Ostravsko - karvinské uhelné pánvi.

## Historie
Historický rozvoj dobývání černého uhlí na Jaklovci a v dalších důlních polích byl spjat s Jakloveckou dědičnou štolou. Je jednou ze tří štol ražených ve vrchu Jaklovec z pravého břehu Ostravice.
Ražba štoly podle projektu hormistra Antona Johna byla zahájena 30. května 1829 z pravého břehu řeky Ostravice v místě, kde uhlonosný karbon vycházel na povrch. Ražbu zahájil Franz Joseph hrabě Wilczek (1748–1834). Na financování se podíleli rovným dílem olomoucký arcibiskup kardinál Rudolpf arcivévoda Habsburský, majitel Rudolpfovy hutě a Franz Joseph hrabě Wilczek. Pozdější provoz v určených oblastech hradily správy obou investorů.
Ražbou štoly byly odkryty nové uhelné sloje a byly tak získány nové poznatky o jejich uložení. Tyto nové nálezy uhlí vedly hr. J. F. Wilczka k propůjčení důlního pole Boží požehnání v roce 1830 o rozloze dvou důlních měr tj. 9 ha.
11. března 1830 uzavřely Vítkovické železárny s hr. F. J. Wilczkem smlouvu na spoluúčasti dolování, včetně podílu na ražení Jaklovecké dědičné štoly. Koncem srpna 1831 přestaly smlouvu plnit, protože nebyly Jakloveckou dědičnou štolou otevřeny nové uhelné sloje. Po nalezení nových slojí koncem července 1833 přistoupily opět k společnému ražení, včetně doplacení všech výloh za celou dobu, kdy bylo dodržování smlouvy přerušeno.
Štola se razila jihovýchodním směrem, po 1800 m se lomila k východu a její poslední část pokračovala severně. Celková délka štoly dosahovala 3160 m, dosahovala hloubky 60 m, pod údolím Burňa procházela v hloubce 30 m. Ražba vedla kolmo na směr slojí, kterých křižovala celkem 35. Štola byla podle tehdejších předpisů ražena v minimálním profilu 280×130 cm. Po jejím boku byla pro možnost odvádění vody vyhloubena stoka. Po celé trase byla vyhloubena řada světlíků, jam a nad jejím koncem byla v roce 1843 vyhloubena jáma Terezie, vzdálená 765 m jihovýchodně od Luční jámy.
Jaklovecká dědičná štola byla založena pro potřeby průzkumu pohoří na uhelné sloje, jejich těžení, za účelem odvodňování a větrání dolů na Jaklovci. Po projití svrchních hrušovských vrstev byly otevřeny sloje v jakloveckých vrstvách a v dalším úseku revíru hr. Wilczka i část slojí v porubských vrstvách, až po sloj Májová. Štola byla ražena až do roku 1840 a procházela důlními poli těžířů Rothschilda, Wilczka a Zwierziny.
Bezmála 50 let sloužila jako hlavní dílo těmto těžířům. Patřila mezi nejdelší štolu a nejdůležitější důlní dílo v OKR. Výška jejího ústí (fixovaná nivelačním kamenem) byla po mnoho desítek let základem a výchozím bodem nivelizační sítě v celém OKR.
Dobývání uhelných slojí v Jakloveckém důlním poli nad úrovní počvy Jaklovecké dědičné štoly směrem k povrchu započalo v letech 1836 až 1840. Později se štolové dobývání překrývalo s hlubinným až do roku 1865. Z celkové délky 3160 m bylo vyraženo v jakloveckém důlním poli 1138 m, v důlním poli hr. Wilczka 1754 m. V prvním úseku se nacházely rothschidovské doly, mělké Jaklovecké doly, důl Jindřich a důl Terezie. V druhém úseku doly Trojice, Ema Lucie. Třetí úsek procházel důlním polem Zwierziny (doly Zwierzinovy číslo II – Josef a č. VII) až k Jan Michaeli (Michálka) a pokračovala dál ještě cca 200 m do sloje Josef, kde před jejím koncem byla vyhloubena mělká jáma Terezie. Její hloubka byla 41,7 m, produktivní karbon v hloubce 23,7 m, vyhloubena asi 1842–1843, byla jámou kutací pak větrní.

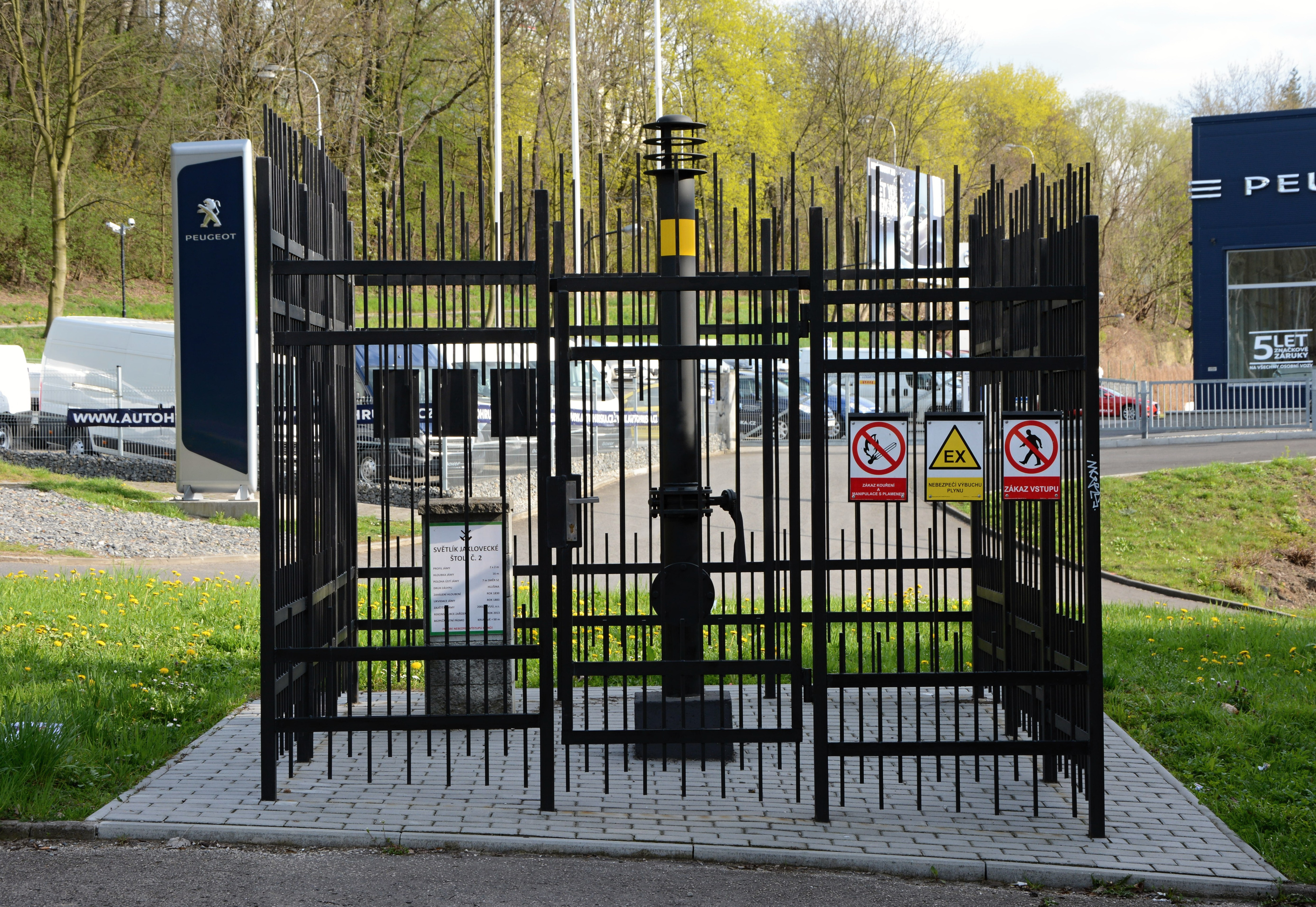
Světlík č. 2 Jaklovecké dědičné štoly

Pro větrání Jaklovecké dědičné štoly a okolních důlních děl byly na Jaklovci vyhloubeny jámy nazývané světlíky. V roce 1830 byl vyhlouben Světlík č. 1, vyzděný, hluboký 13,6 m, Světlík č. 2 vyzděný, hluboký 16,3 m a pravděpodobně i Světlík č. 3, vyzděný, hluboký 32 m. Světlík č. 4 byl pravděpodobně založen už v roce 1829, hloubka 42 m. Světlík číslo 5 byl založen v roce 1830, počáteční hloubka 45,4 m, později s postupující těžbou jakloveckých slojí byl prohlouben do 137,8 m.
Pro dobývání v západní části důlního pole byla vyhloubena výdušná jáma D, označovaná také jako Světlík sloje Makra. Jáma D byla hluboká 15,7 m. Pro větrání dolů ve východní části důlního pole byly ve vzdálenosti 250 m a 290 m na severovýchod od Světlíku č. 3 vyhloubeny jámy Výdušná C a Výdušná B. Jáma C měla hloubku 63,0 m a sloužila pro dobývání sloje Adolf i pro sloj Leopold.

### Současný stav
Jaklovecká dědičná štola byla pravděpodobně od roku 1881 postupně likvidována v souvislosti s přeměnou dolů v dobývacích polích, kterými procházela, a ztrátou její funkce. Ostatní jámy se postupným slučováním důlních polí stávaly částečně jámami výdušnými nebo byly likvidovány jako nepotřebné. Po modernizaci Dolu Terezie a změnou dobývání byly likvidovány i ty větrní. Ve svahu vrchu Jaklovce jsou vidět ústí štoly Jan a Světlík E přebudovaná za 2. světové války na protiletecké kryty. Tyto objekty nepatří, jak je chybně uváděno, k zaústění Jaklovecké dědičné štoly.

### Těžba uhlí
Dobývaly se sloje porubských, jakloveckých, svrchních hrušovských vrstev ostravského souvrství.

### Údaje o Jaklovecké dědičné štole
| Název      | Druh jámy | Založení    | Hloubka štoly/délka [m] | Těžba | Vytěženo | Likvidace | Dobývací pole [ha] | Zdroj |
| ---------- | --------- | ----------- | ----------------------- | ----- | -------- | --------- | ------------------ | ----- |
| Jaklovecká | dědičná   | 30. 5. 1829 | 60 / 3160               |       |          | od 1885   | 44,3               | [ 6 ] |

Jaklovecké doly (důlní pole) náležely zčásti hraběti F. J. Wilczkovi a od roku 1842 zčásti Rothischildovi. Doly byly činné od roku 1829 asi do 1865, těžba uhlí probíhala mezi léty 1836 až 1865. Po roce 1860 se důlní pole stala součástí pozdějších hlubinných Rothschildovských dolů.
S Jakloveckou štolou souvisí založení řady jam, které v průběhu nebo na základě poznatků ražby byly založeny: Jáma č. IV (1838), V, VI (Bedřich), Vilém (1835), Prokop (1841), Josef (1839), Neumann (1839), Göpel (před r. 1845), Johann (Jan), Terezie (1843), které sloužily jako jámy těžní nebo výdušné.